# Samsung Galaxy Watch Active
Samsung Galaxy Watch Active este un ceas inteligent dezvoltat de Samsung Electronics. A fost anunțat pe 20 februarie 2019. Galaxy Watch Active a fost programat să fie disponibil în Statele Unite începând cu 8 martie 2019.

## Specificații
| Caracteristică             | Specificație                                                                                                   |
| -------------------------- | --- |
| Producător                 | Samsung Electronics                                                                                            |
| Tip                        | Ceas inteligent                                                                                                |
| Data lansării              | 20 februarie 2019                                                                                              |
| Sistem de operare          | Tizen OS |
| Ecran                      | 1.1", 360 x 360 pixeli, AMOLED                                                                                 |
| Procesor                   | Exynos 9110 |
| Memorie RAM                | 768 MB |
| Stocare                    | 4 GB |
| Conectivitate              | Bluetooth v4.2, Wi-Fi 802.11 b/g/n, NFC                                                                        |
| Senzori                    | Accelerometru, giroscop, senzor de lumină, senzor de ritm cardiac, barometru                                   |
| Baterie                    | 230 mAh |
| Durata de viață a bateriei | Până la 7 zile                                                                                                 |
| Rezistență la apă          | 5 ATM |
| Funcții                    | Urmărirea activității și a somnului, monitorizarea ritmului cardiac, GPS, notificări smartphone, redare muzică |
| Material carcasă           | Aluminiu |
| Material brățară           | Cauciuc |
| Dimensiuni                 | 40 x 40 x 9.8 mm                                                                                               |
| Greutate                   | 25 g |
| Culori                     | Negru, Argintiu, Roz auriu, Verde                                                                              |